# Abadía de Netley
La Abadía de Netley (Netley Abbey) son las ruinas de un monasterio medieval del período tardío, en el pueblo de Netley, cerca de Southampton, en Hampshire, Inglaterra. La abadía fue fundada en 1239 como una casa para los monjes católicos de la austera orden Cisterciense. A pesar de ser una abadía de la realeza, Netley nunca fue rica, no produjo ni eruditos, ni influyentes clérigos y en sus casi 300 años de historia no sucedió nada relevante. Los monjes eran más conocidos que sus vecinos, por la generosa hospitalidad que ofrecían a los viajeros de tierra y mar.
En 1536, la Abadía de Netley fue cerrada por el rey Enrique VIII de Inglaterra durante la disolución de los monasterios y el edificio se convirtió en la mansión de William Paulet, un rico político de la Casa Tudor. La abadía fue utilizada como una gran casa de campo o mansión de campo hasta principios del siglo XVIII, después de lo cual fue abandonada y parcialmente demolida para materiales de construcción. Posteriormente las ruinas se convirtieron en una atracción turística, y la fuente de inspiración para poetas y artistas del movimiento romántico. A principios del siglo XX, el sitio fue donado a la nación, y ahora es parte del Monumento planificado al cuidado del English Heritage. Los numerosos restos abarcan la iglesia, los edificios del claustro, la casa del abad y fragmentos de la demolición de la mansión. La Abadía de Netley es uno de los monasterios medievales cistercienses mejor conservados en el sur de Inglaterra.

## Fundación
Netley fue fundada en 1239 por Peter des Roches, un poderoso político, funcionario de gobierno, y Obispo de Winchester de 1205 a 1238. La abadía fue uno de los dos monumentos que el obispo concibió para sí mismo; el otro es La Clarté-Dieu in Saint-Paterne-Racan, en Francia. Des Roches comenzó a adquirir los terrenos para la dotación inicial de Netley aproximadamente en el año 1236, pero murió antes de que el proyecto fuera terminado y la fundación fue completada por sus albaceas. Según la Crónica de la Abadía de Waverley, los primeros monjes llegaron a establecerse en el sitio el 25 de julio de 1239 de la vecina Abadía de Beaulieu, un año después de la muerte del obispo. Como su fundador murió antes de poder terminar la obra, la abadía comenzó su vida en una situación financiera difícil. Se cree que hubo poco trabajo desarrollado en el monasterio hasta que fue tomado bajo el alero del rey Enrique III, quien se interesó en la abadía a mediados de 1240 y eventualmente asumió el papel de patrón en 1251.

## Edificios

### Iglesia
Los frutos de patrocinio real fueron demostrados por la construcción de una gran iglesia (72 metros/236 pies de largo), construida en el estilo de moda gótico de influencia francesa usado por primera vez por los albañiles de Enrique III en la Abadía de Westminster. La alta calidad y la naturaleza compleja de la decoración de la iglesia, en particular sus molduras y tracerías, indican un alejamiento de la austeridad deliberada de las primeras iglesias cistercienses, hacia la grandeza apropiada para una catedral secular. La construcción de la iglesia se efectuó de este a oeste. El presbiterio y el transepto fueron construidos primero para permitir que los monjes mantuvieran los servicios religiosos, y la nave se terminó con el tiempo. No se sabe con precisión cuándo se iniciaron los trabajos de construcción, pero las principales donaciones hechas por el rey Enrique III, que fueron la madera para los techos y el plomo proveniente de Derbyshire en 1251 y 1252, indican que algunas de las partes orientales de la iglesia, y probablemente del claustro, estaban en una fase avanzada. La presencia de una piedra fundacional en la base del cruce del muelle sureste que lleva inscrito "H. DI. GRA REX ANGE" (del Latín: Enrique por la Gracia de Dios Rey de los Ingleses), muestra que las bases del centro de la iglesia llegaron a nivel del suelo después de 1251, el año en que Enrique III se convirtió formalmente en el patrón de la abadía. La iglesia tardó muchas décadas en completarse, y probablemente se terminó entre 1290 y 1320. La data de las distintas partes del edificio se ha realizado principalmente para conocer la autoría.

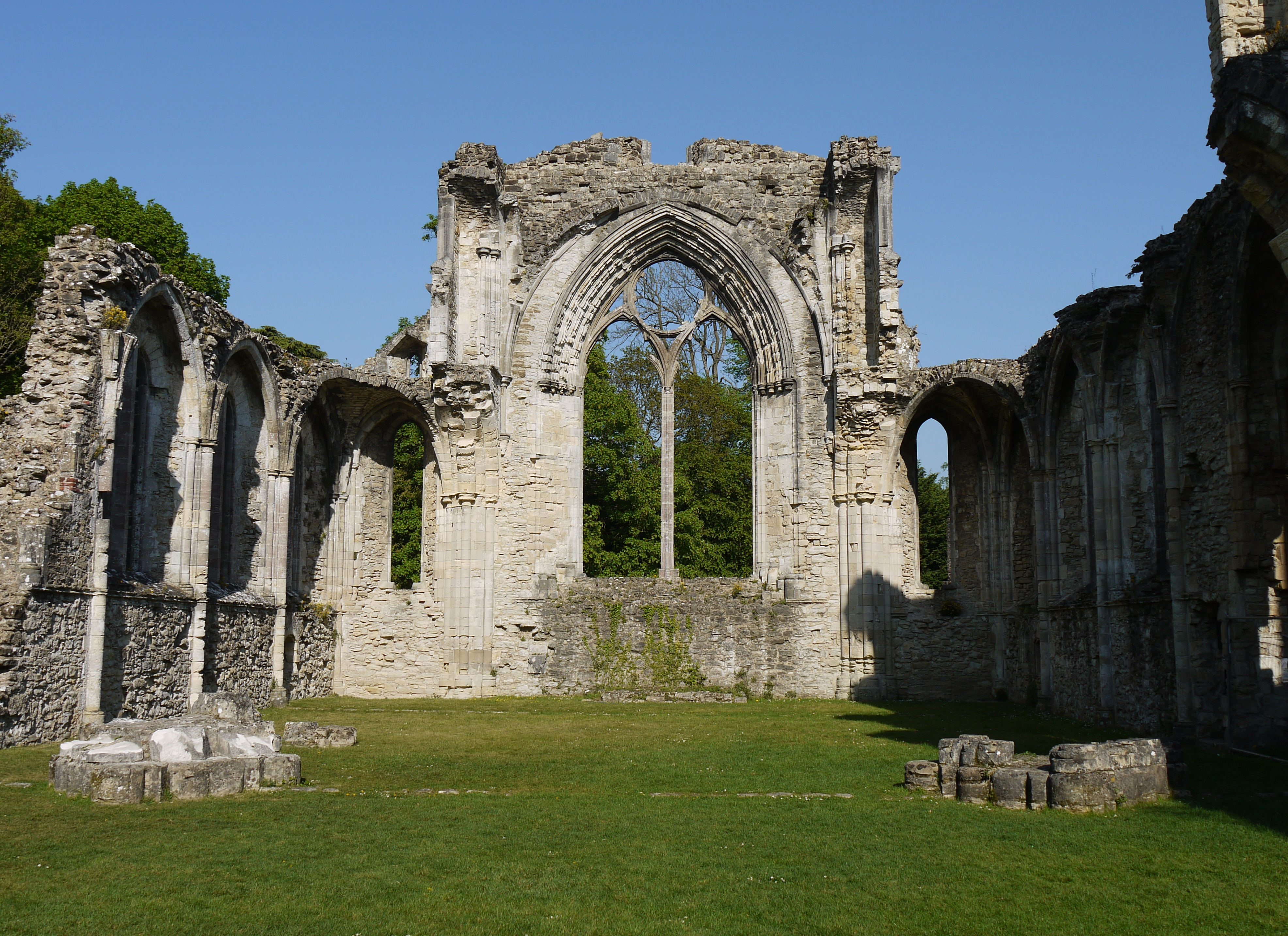
La ventana del este de la iglesia de la Abadía de Netley

La iglesia tenía forma abovedada y cruciforme, con un sector para el presbiterio y una baja torre central que contenía las campanas. Al final del pasillo estaba el altar, con un par de capillas al lado este de cada transepto. No hubo Triforio, sino una estrecha galería coronada por un claristorio de triples ventanas ojivales que corría por encima de la nave de la arcada, como puede verse en la sección que sobrevivió en el transepto sur. La bóveda surgía directamente a partir de la parte superior de la arcada. La pared en el extremo oriental del presbiterio, construida probablemente después de 1260, poseía una gran ventana con un rosetón superior y elaborada tracería; las ventanas del pasillo con forma ojival estaban en pares y empotradas dentro de un arco. En la nave, en el ala sur del pasillo, había tres arcos ojivales de forma simple en lo alto de la pared para contener el techo del claustro. Las ventanas de la nave norte por estaban ricamente decoradas con tracería lobulada, lo que refleja los cambios en el estilo durante el largo período de construcción, y que sugiere que esta fue una de las últimas partes de la iglesia en ser terminada, probablemente a finales del siglo XIII o principios del XIV . La pared oeste de la iglesia también poseía una gran ventana, la tracería fue destruida en un colapso durante del siglo XVIII. Fragmentos conservados muestran que fue construido en un "estilo más libre y más avanzado" que otras partes de la iglesia, y sugieren una fecha en torno a finales del siglo XIV.
Internamente, la iglesia se subdividió en varias áreas. El altar mayor estaba contra la pared este del presbiterio, flanqueado por dos pequeños altares en las paredes laterales. Al oeste, debajo de la torre, estaba el sector del coro donde los monjes se sentaban durante los servicios, y más hacia el oeste se encontraba el púlpito o leccionario que bloqueaba el acceso a las áreas rituales de la iglesia. En la nave, los hermanos legos tenían sus propias sillas del coro y altar para sus servicios. Los monjes de Netley mantenían un horario de servicios y oración de día y de noche hasta después de las horas canónicas; una escalera en el sur del transepto subía a los dormitorios de los monjes, lo que les permitía atender convenientemente los servicios nocturnos. Los hermanos legos tenían su propio acceso a la iglesia en el extremo oeste a través de una galería cubierta para su comodidad.
A diferencia de las órdenes rivales, como los Benedictinos, que permitieron que la nave fuera utilizada por los feligreses y visitantes, los cistercienses reservaron sus iglesias exclusivamente para el uso de la comunidad monástica. Otros tenían el culto en una capilla separada en los terrenos de la abadía cerca de la puerta principal. Con el tiempo esta regla se relajó para permitir que los peregrinos pudieran visitar los santuarios, como en la Abadía de Hailes con su reliquia de la Santa Sangre, y para permitir la construcción de tumbas y capillas para los patrones y ricos benefactores de la casa, al igual que en las iglesias de otras órdenes. Las excavaciones muestran que la iglesia de Netley incluyó una serie de tumbas y monumentos elaborados.
El interior de la iglesia fue ricamente decorado. Las paredes estaban enlucidas y pintadas de blanco y marrón con motivos geométricos y líneas diseñadas para dar la impresión de sillería. Los detalles arquitectónicos también fueron elegidos en marrón. Los pisos estaban cubiertos de azulejos policromos de encáustico con prominentes diseños de follaje, bestias heráldicas, y escudos de armas, incluyendo las de Inglaterra, Francia, el Sacro Imperio Romano, la reina Leonor de Castilla, Ricardo de Cornualles y muchas familias nobles poderosas. Las capillas en el ala sur del transepto, tenían azulejos con símbolos de Eduardo el Confesor y la Virgen María. Las ventanas de la iglesia estaban llenas de vidrio pintado, de los cuales se han descubierto seis paneles. Muestran escenas de la vida de la Virgen María, de la Crucifixión, de monjes, monstruos y humorísticos animales.

### El claustro y el ala este
Al sur de la iglesia se encuentra el claustro, rodeado de edificios en tres de sus lados y la iglesia formando el cuarto. El claustro era el corazón de la abadía, donde los monjes pasaron la mayor parte de su tiempo cuando no estaban en la iglesia, participando en el estudio, la copia de libros y la creación de manuscritos iluminados. Los escritorios de los monjes fueron colocados al pie norte del claustro, y un armario para libros fue tallado en la pared externa del ala sur del transepto.

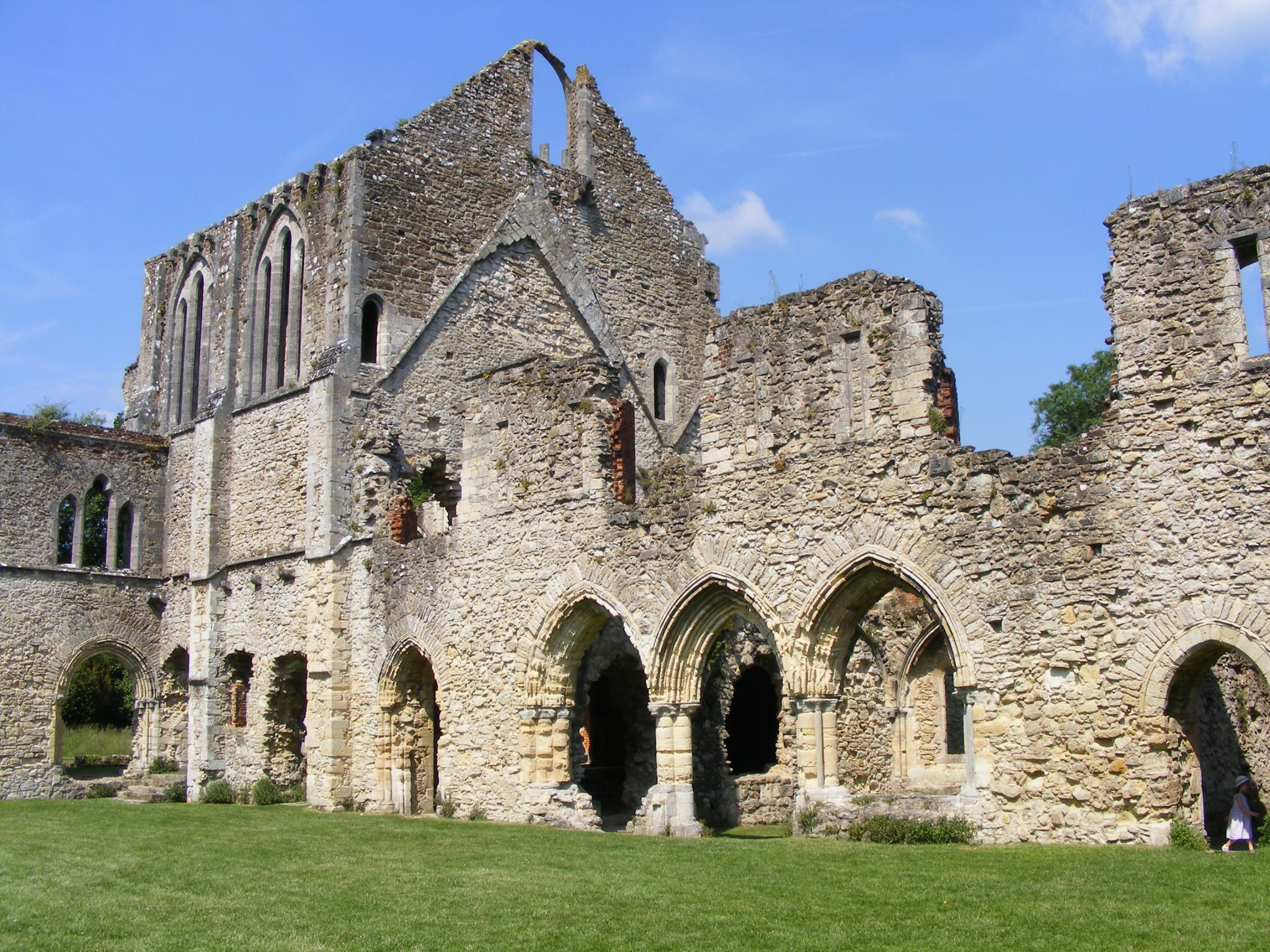
El claustro mostrando el ala sur del transepto de la iglesia y el ala este. Los arcos triples en el centro son la entrada a la sala capitular.

El sector del este, que se inició al mismo tiempo que la iglesia y probablemente tomó unos 10 años para ser construido, contenía muchas de las habitaciones más importantes de la abadía. La biblioteca abovedada y la sacristía estaban en la planta baja junto a la iglesia. Al sur estaba la sala capitular, desde donde se dirigía la abadía y donde los monjes se reunían para realizar transacciones comerciales y para escuchar una lectura diaria de un capítulo de las Reglas de San Benito Ésta fue un magnífico apartamento dividido en tres corredores, con bóvedas que surgían de cuatro columnas; un banco de piedra corría alrededor de las paredes para que los monjes pudieran sentarse, y el trono del abad estaba en el centro de la pared este. La entrada a la sala capitular desde el claustro era a través de una puerta de arco elaboradamente moldeado, flanqueada a cada lado por una ventana de tamaño similar. Los marcos de las ventanas tenían columnas de Mármol Purbeck, formando el conjunto una impresionante composición apropiada para el segundo espacio más importante en la abadía después de la iglesia. Las ventanas a ambos lados de la puerta no habrían tenido cristales, con el fin de permitir que los hermanos legos (que no eran miembros de la orden capitular) pudieran escuchar los debates. La sala capitular también se utilizó para entierros, tradicionalmente los de los abades del monasterio. Cuando la habitación se excavó, los arqueólogos descubrieron restos humanos dispersos y evidencia de tumbas debajo del nivel del suelo medieval, lo que indica que un número de personas fueron alguna vez enterradas allí.
El salón privado o parlour se situaba al sur, era pequeño y austero, con forma de bóveda de cañón, un poco más que un pasaje a través del edificio. Aquí los monjes podían hablar sin perturbar el silencio del claustro, que las reglas Cistercienses exigían. Al sur del parlour, corría un largo refectorio abovedado con una hilera de pilares centrales que sostenían el techo. Esta habitación fue muy alterada con el tiempo y probablemente sirvió para varios propósitos durante la vida de la abadía. Inicialmente, puede haber sido usada como sala de día para los monjes y también de alojamiento para los novicios, pero con el tiempo esta pudo haber sido convertida en una "Sala de Misericordia", donde los monjes (inicialmente sólo los enfermos, pero después de la Edad Media todo el convento) podían comer carne, que no estaba permitida en el comedor principal ya que la Regla de San Benito lo prohibía.
El dormitorio de los monjes estaba en el piso superior del ala este, una larga sala con un alto techo de dos aguas (donde aún se pueden ver las marcas en el muro del transepto), que corría a lo largo del edificio. Se podía acceder a través de dos escaleras: la escalera de día para bajar al claustro en la esquina sureste y la escalera de noche que llevaba al sur del transepto de la iglesia, para permitir a los monjes llegar fácilmente de la cama al coro nocturno. Inicialmente, el dormitorio era una sala abierta, con las camas de los monjes colocadas a lo largo de las paredes, cada una debajo de las pequeñas ventanas hundidas en el muro. Durante el siglo XIV, las necesidades de la vida común cambiaron y el dormitorio en Netley sería, como en otras casas, dividido en cámaras con paneles para dar a los monjes su propia habitación privada, aunque cada una abierta hacia el centro del corredor. El tesoro se colocaba en una minúscula sala abovedada que estaba en el extremo norte del dormitorio, probablemente ubicado ahí para que los hermanos pudieran guardarlo durante la noche.

### Necessarium y enfermería

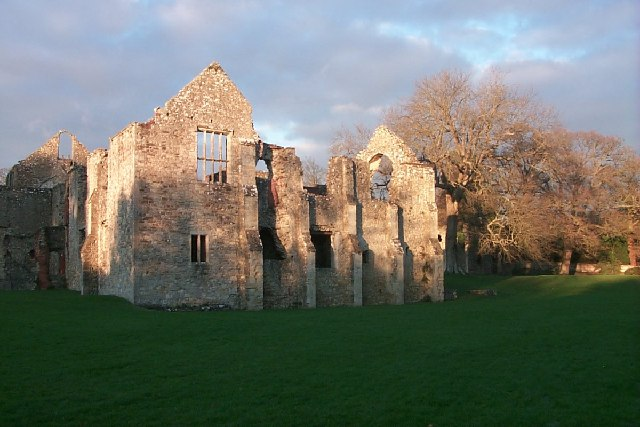
Fachada del necessarium, con la galería de ventanas Tudor a la izquierda

Otro gran edificio se extiende transversalmente en el extremo sur del ala este. La planta baja era en una sala abovedada que tenía una gran chimenea del siglo XIII,  con un guardarropa de uso común. No está claro para qué se utilizó este espacio, pero puede haber sido la enfermería monástica, si es así, hubiera sido de lo más inusual, tal vez único. Normalmente, en un monasterio Cisterciense medieval, una enfermería con sus propias cocinas, capilla y edificios auxiliares se habría localizado al este de los principales edificios, alrededor de un segundo claustro, más pequeño, pero en Netley éstos parecen estar ausentes. Hasta el momento, las excavaciones no han revelado si Netley tuvo un complejo de enfermería separado.
La planta superior de este edificio fue el necessarium o letrina. Una habitación grande con una puerta que conducía convenientemente al dormitorio de los monjes. Los urinarios estaban en la pared sur y el efluente caía en un arroyo subterráneo que corría por un pasaje abovedado debajo del edificio.
Al oeste del bloque del necessarium estaba la despensa, una habitación donde los monjes almacenaban vino (algunos de ellos traídos directamente de las bodegas del rey en Southampton) y cerveza. Las excavaciones en esta área han revelado restos fragmentarios que pueden ser parte de una cocina separada para una dieta más rica en carne, permitido a los residentes de la enfermería.

### Ala sur
Durante la conversión Tudor de la abadía a una mansión, el ala sur fue ampliamente reconstruida, y sólo la pared norte de la estructura medieval se mantiene, lo que hace el seguimiento los diseños monásticos difíciles. Yendo del este a del oeste,se encontraba la "casa calefacción" donde el fuego estaba encendido constantemente para que los monjes se calentaran después de largas horas de estudio en el frío claustro. La habitación era probablemente abovedada y con una gran chimenea en la pared del oeste para permitir que el calor irradiara hasta refectorio de al lado. Es probable que en Netley al igual que en su casa hermana "La Abadía de Fountains", la sala encima de la "casa calefacción" fuese la habitación de los archivos, donde los monjes guardaron los registros y títulos de propiedad, así como también documentos de los Lords locales.
El refectorio se proyectaba hacia al sur desde el centro del complejo, como era habitual en los monasterios Cistercienses. Ha sido casi completamente demolido salvo la pared norte, aunque las bases fundacionales subterráneas han sobrevivido y han sido excavadas. Fue una larga sala con una tarima en el extremo sur, para el Abad e importantes huéspedes. Había un púlpito en la pared oeste para dejar a un monje leer mientras los hermanos comían. La cocina se encontraba al oeste; tenía una chimenea central, como era costumbre Cisterciense, estaba ubicada en ese lugar para a permitir que la comida que se sirviese a través de las escotillas fuera tanto al refectorio de los monjes, como también al comedor separado para los hermanos legos en el lado oeste.

### Ala oeste

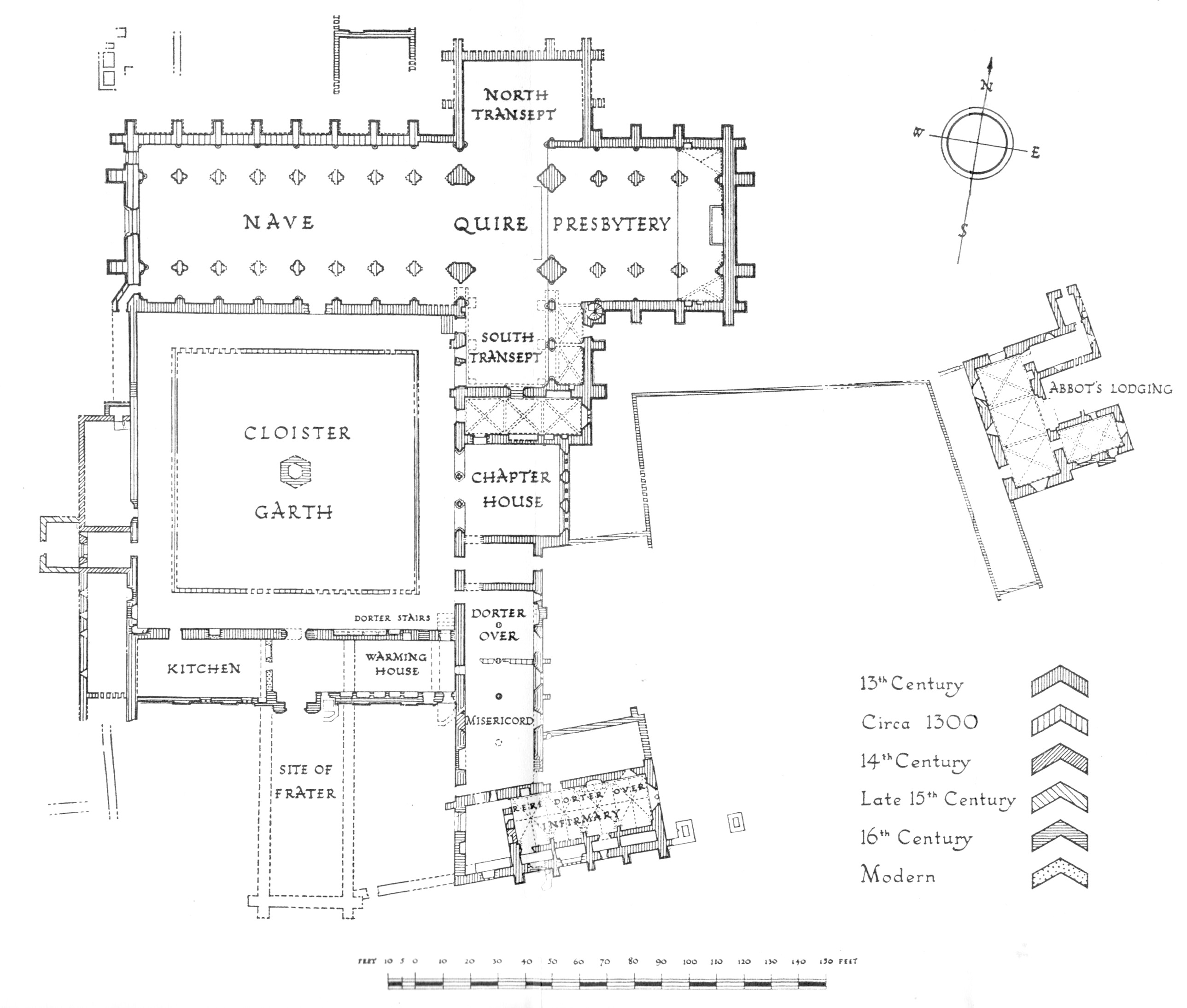
Plano de la abadía

El ala oeste en la Abadía de Netley era pequeña y no se extendía en toda la longitud que el lado oeste del claustro. Estaba dividido en dos por la entrada principal original de la abadía, con una sala exterior, donde los monjes podían recibir a los visitantes. Al norte de ésta, en la planta baja, había bodegas para el almacenamiento de alimentos, y al sur era el refectorio de los hermanos legos. A la planta superior se accedía por una escalera desde el claustro, fue el dormitorio para los hermanos legos. Netley fue una abadía tardía, construida en un momento en que estos hermanos eran una parte cada vez menor de la comunidad Cisterciense, y es probable que fueran pocos en número, por lo tanto, el tamaño de los alojamientos eran pequeños. En algunas casas, como en la Abadía de Sawley, se construyeron una serie de confortables salas para el uso de los funcionarios monásticos o invitados importantes; en otros lugares, tales como la Abadía de Hailes, el ala oeste se convirtió en una casa de lujo privada para el abad. Las ruinas del ala oeste de Netley están demasiado demolidas para estar seguro del uso de esos edificios, se sabe que estuvieron en la última parte del periodo medieval.
Todos los edificios alrededor del claustro se terminaron en el siglo XIV. Hubo posteriormente pocos cambios estructurales importantes durante el período monástico a un lado de la re-bóveda del transepto sur de la iglesia a finales del siglo XV. . Es probable, sin embargo, que hubo muchos cambios internos a raíz del aumento de los niveles de vida durante la Edad Media (como se ve en la Abadía de Cleeve) aunque no hay restos que hayan dejado alguna evidencia.

### Precinto

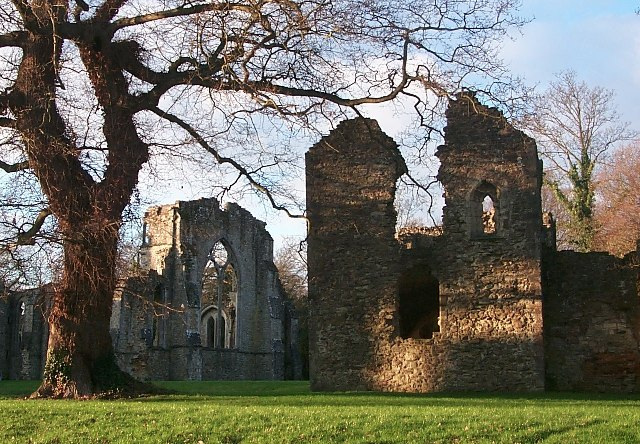
La casa del abad con la iglesia y el claustro a la izquierda

Un edificio de piedra al este del complejo principal se cree que ha sido la casa del abad. Contiene dos niveles de apartamentos abovedados que consta de dos salas, alcobas, una capilla privada y habitaciones de servicio. Al nivel superior se accede por una escalera exterior, lo que permitió que esta planta pueda haber sido utilizada de manera independientemente si era necesario.
El núcleo central del monasterio estaba rodeado por un recinto que contenía un patio exterior (público) y un patio interior (privado), jardines, establos, casas de huéspedes para los viajeros, estanques de peces, la casa-granja y edificios industriales. El sitio fue defendido por un gran banco y fosa, parte del cual sigue estando al este de la abadía. La entrada estaba estrictamente controlada por una "casa del guarda" o gatehouse de entrada exterior e interior. Una capilla, conocida como "capella ante portas" (del latín: capilla fuera de las puertas) fue colocada por fuera de la puerta de entrada para el uso de los viajeros y de la comunidad local. De los edificios del recinto, la casa del abad, el foso y los estanques de peces han dejado restos visibles.
El agua fresca de Netley estuvo suministrada por dos acueductos que la traía desde varias millas al oeste y al este de la abadía, desde el área de la actual Southampton y Eastleigh. Los restos del acueducto oriental, ahora conocidos como Cauce Tickleford, pueden ser vistos en los Jardines de Wentworth, en Southampton.